# Skin and Bones
Skin and Bones je záznam z akustického vystoupení kapely Foo Fighters v rámci turné k albu In Your Honor. Bylo nahráno v srpnu 2006 v Pantages Theater v Los Angeles.

## Seznam písní
1. Intro
2. Razor
3. Over and Out
4. On the mend
5. Walking After You
6. Still
7. Marigold
8. My Hero
9. Next Year
10. Another Round
11. See You
12. Cold Day in the Sun
13. Big Me
14. What if I do?
15. Skin and Bones
16. Ain´t it the life
17. February Stars
18. Times Like These
19. Friend of a Friend
20. Best of You
21. Everlong

## Nástrojové obsazení
- Dave Grohl – kytara, zpěv
- Taylor Hawkins – bicí, zpěv
- Chris Shiflett – kytara
- Nate Mendel – basová kytara
- Pat Smear – kytara
- Rami Jaffee – piano, keyboard, akordeon
- Drew Hester – drobné doprovodné nástroje
- Petra Haden – housle, mandolína, zpěv
- Danny Clinch – harmonika (v písni Another Round)